# ایرنه گالتر
ایرنه گالتر (ایتالیایی: Irène Galter؛ زادهٔ ۱۶ سپتامبر ۱۹۳۱) هنرپیشه سابق سینما و تلویزیون اهل ایتالیا است. 
از فیلم‌ها یا برنامه‌های تلویزیونی که در آن نقش داشته می‌توان به رم ساعت ۱۱:۰۰ اشاره کرد.